# XXI Corpo d'armata (Regio Esercito)
Il XXI Corpo d'armata è stato una grande unità militare del Regio Esercito Italiano della seconda guerra mondiale nel corso della quale prese parte alla campagna del Nordafrica.

## Origini
Il Comando XXI Corpo d'armata venne costituito a Bengasi il 1º ottobre 1937, affidato al generale Mario Caracciolo di Feroleto. All'atto della sua costituzione il XXI Corpo d'armata aveva alle dipendenze le divisioni "Marmarica" e "Cirene" e venne potenziato prima dell'inizio della guerra con l'assegnazione della 1ª Divisione libica. Successivamente, alle sue dipendenze, si sono avvicendate anche le Divisioni "Sirte", "Catanzaro", "28 Ottobre" e il Raggruppamento "Maletti".

## Seconda guerra mondiale
All'inizio delle ostilità, al comando del generale Lorenzo Dalmazzo, la grande unità, alle dipendenze della 10ª Armata era dislocata nel nord della Cirenaica con le sue tre divisioni schierate lungo la costa mediterranea e sul confine egiziano. Alla fine di giugno del 1940 i reparti del XXI Corpo d'armata riconquistarono, dopo aspri combattimenti la Ridotta Capuzzo, che il 14 giugno era stata conquistata dagli inglesi.
I reparti che costituivano il XXI Corpo d'armata, essendo in gran parte autotrasportati erano dotati di notevole mobilità che consentiva loro un più agevole controllo dell'avversario e l'effettuazione di rapide puntate oltre confine, come il 3 luglio, sul ciglione di Sollum.
Nel corso dell'offensiva su Sidi el Barrani, il XXI Corpo d'Armata venne impiegato impegnato in seconda schiera, in riserva a Tobruch, costituito dalla 61ª Divisione fanteria "Sirte", dalla 2ª Divisione CC.NN. "28 ottobre" e dal LX Battaglione Carri Leggeri.
Il 9 dicembre, in seguito alla offensiva sferrata dalla Western Desert Force contro le forze italiane che erano penetrate in Egitto, il XXI Corpo d'armata, al comando del generale di divisione Carlo Spatocco e costituito dalla 63ª Divisione fanteria "Cirene" e dalla 64ª Divisione fanteria "Catanzaro", venne investito sul fronte e superato sul fianco da massicci contingenti corazzati avversari e costretto con le unità a sfuggire all'aggiramento a ripiegare su Sollum; il 13 dopo una tenace resistenza sulle posizioni di Halfaya, Musaid, Bardia, Forte Capuzzo e Sollum, venne soverchiato dall'avversario considerato sciolto in zona di guerra dal 20 dicembre.
La grande unità venne ricostituita come Corpo d'armata di Investimento di Tobruk il 10 luglio al comando del generale di corpo d'armata Enea Navarini, con le Divisioni autotrasportate "Brescia" e "Pavia" e la Divisione motorizzata "Trento" e schierata nella zona antistante Tobruk per partecipare all'investimento della piazzaforte, riassumendo, il 28 luglio, la denominazione di Comando XXI Corpo d'armata. L'11 settembre, eliminati gli elementi della cinta difensiva esterna, i reparti del XXI Corpo d'armata si portarono a distanza di attacco, ma furono costretti a ripiegare da forti contingenti corazzati nemici. La grande unità attaccata a sua volta su due lati resistette validamente per più giorni, ristabilendo infine la situazione il 25 novembre, ma i ritorni offensivi inglesi si ripeterono il 28 novembre e nei primi giorni di dicembre, ma senza risultati apprezzabili fino all'8 dicembre, quando il XXI Corpo d'armata, nel quale era stata inquadrata anche la Divisione "Bologna", fu costretto ad arretrare sulla linea di Ain el Gazala, anch'essa abbandonata dopo violenti combattimenti e le unità dipendenti sempre sotto l'incalzare avversario, ripiegarono prima a Bengasi e poi su Agedabia.
Riuscito lo sganciamento, il CCI Corpo d'armata si portò sulla linea Marsa el Brega-Marada raggiunta il 10 gennaio 1942 e riorganizzatosi, passò all'offensiva, spostandosi, il 24 e 25 gennaio ad Antelat, a protezione del fianco destro del XX Corpo d'armata e dopo aver superato le resistenze nemiche a nord-est di Agedabia, il 15 febbraio le sue unità raggiunsero a el Cheima.
La grande unità prese parte alla battaglia di Ain el-Gazala, inquadrando la 102ª Divisione motorizzata "Trento" e la 60ª Divisione fanteria "Sabratha"; conquistata il 27 maggio Ain el Gazala, in giugno il XXI Corpo d'armata raggiunge Tobruk che cadde il 21 giugno e nel prosieguo dell'avanzata dopo la conquista di Sidi el Barrani e del campo trincerato di Marsa Matruh la sua avanzata venne arrestata, il 30 giugno, dagli apprestamenti fortificati avversari di el Alamein, dove, esaurita la spinta offensiva, resistette da luglio a settembre ai contrattacchi nemici.
Il 24 ottobre, potenziate da nuove unità corazzate, le truppe britanniche passarono all'offensiva e, il 1º novembre il XXI Corpo d'armata, costituito dalle divisioni "Bologna" e "Trento", dovette ripiegare dapprima nella zona di Tell el-Aqqaqir e quindi, sotto la minaccia di aggiramento, verso Marsa Matruh e, ancora, a sud del golfo di Bomba; spostandosi poi su Agebadia ed el Agheila, Il XXI Corpo d'armata resistette fino al 7 dicembre, spostndosi infine a Nofilia e, il 15 dicembre, a Buerat.
All'inizio del 1943, essendo indifendibile anche la linea di Buerat, il 15 gennaio le unità del XXI Corpo d'armata arretrarono su Homs da cui, sempre combattendo, raggiunsero Tripoli, che dovettero abbandonare il 23 gennaio, quando le forze dell'Asse furono costrette a lasciare la Libia per passare in Tunisia.
Il XXI Corpo d'armata, al comando del generale Paolo Berardi, prese parte alla campagna di Tunisia inquadrato nella 1ª Armata del generale Messe, costituita il 5 febbraio 1943 in Tunisia per trasformazione del Comando Superiore delle Forze Armate della Libia e dell'Armata corazzata italo-tedesca, inquadrado il XX e XXI Corpo d'Armata e alcuni reparti tedeschi.
Il 26 gennaio il XXI Corpo d'armata, costituito dalla 80ª Divisione fanteria "La Spezia" e dalla 16ª Divisione fanteria "Pistoia" venne schierato in Tunisia sul tratto meridionale della linea del Mareth. La 16ª Divisione fanteria "Pistoia", era stata inviata in Africa settentrionale alla vigilia della battaglia di El Alamein, non venne schierata da Rommel a causa dell'assai carente preparazione. Al XXI corpo d'armata venne aggrgata la 164. leichte Infanterie-Division tedesca, arrivata in Africa nel marzo 1942, formata a partire dalla Festungs-Division Kreta, che venne impiegata per la prima volta proprio a El Alamein.
Il XXI Corpo d'armata resistette lungo le posizioni del Mareth fino al 16 marzo, quando minacciato da sud-ovest, fu costretto a ritirarsi più a nord su una linea organizzata lungo il fiume Akarit, giungendovi il 29 marzo. Nel mese di aprile, mediante una nuova manovra di ripiegamento che lo vide contendere aspramente il terreno all'avversario, raggiunse infine Enfidaville dove, dal 20 aprile al 12 maggio, si svolsero gli ultimi combattimenti. Il 13 maggio i resti del XXI Corpo d'armata ricevettero l'ordine dal Comando della 1ª Armata di cessare ogni resistenza e il XXI Corpo d'armata sciolto definitivamente in zona di operazioni.